# Andrij Bacuła
Andrij Serhijowycz Bacuła, ukr. Андрій Сергійович Бацула (ur. 6 lutego 1992 w Krzemieńczuku, w obwodzie połtawskim) – ukraiński piłkarz, grający na pozycji pomocnika lub obrońcy.

## Kariera piłkarska

### Kariera klubowa
Wychowanek klubów Kremiń Krzemieńczuk i BRW-WIK Włodzimierz Wołyński, barwy których bronił w juniorskich mistrzostwach Ukrainy (DJuFL). Karierę piłkarską rozpoczął 8 sierpnia 2009 w drużynie rezerw Worskły Połtawa, którą trenował Serhij Swystun i znał go z poprzedniej pracy w Krzemieńczuku. W 2012 został wypożyczony do Kreminia Krzemieńczuk, którą kierował znów Serhij Swystun. Po wygaśnięciu kontraktu z Worskłą latem 2014 przeszedł do Zirki Kirowohrad. 7 czerwca 2017 przeszedł do FK Ołeksandrija.
2 sierpnia 2018 roku został piłkarzem belgijskiego klubu KV Kortrijk.

### Kariera reprezentacyjna
Występował w juniorskich reprezentacjach Ukrainy U-16 i U-17.

## Sukcesy i odznaczenia

### Sukcesy piłkarskie
Zirka Kirowohrad
- mistrz Ukraińskiej Pierwszej Ligi: 2015/16